# Duca si nasce!
Duca si nasce! (Splitting Heirs) è un film del 1993 diretto da Robert Young.
Fu presentato in concorso al Festival di Cannes 1993.